# Pat Jackson
Pour les articles homonymes, voir Jackson.
Patrick Douglas Selmes Jackson est un réalisateur britannique né le 26 mars 1916 à Eltham (Angleterre) et mort le 3 juin 2011 à Amersham en Angleterre.

## Biographie
En 1933, Jackson rejoint le département cinéma du General Post Office, où il travaille d'abord comme assistant. Sa première réalisation est The Horsey Mail (1938), un documentaire d'une bobine à propos de la poste dans un village reculé du Suffolk. Ses plus célèbres documentaires seront réalisés pendant la guerre, dont notamment Missions secrètes (en),,,.
Après la guerre, Jackson se voit offrir un contrat avec la Metro-Goldwyn-Mayer et se rend avec son épouse aux États-Unis. Mais cette expérience ne le satisfait pas et il revient au Royaume-Uni où il tourne notamment
Des hommes comme les autres (en). Mais les autres films tournés dans les années 1950 ne sont pas de la même qualité et il se retrouve même un peu mis à l'écart par l'arrivée d'une nouvelle génération de cinéastes. Il partage alors son temps entre cinéma et télévision,,,.

## Filmographie (sélection)

### Cinéma
- 1936 : Night Mail
- 1938 : The Horsey Mail
- 1939 : The First Days
- 1944 : Missions secrètes (en)
- 1951 : Encore
- 1951 : Des hommes comme les autres (en)
- 1951 : Something Money Can't Buy
- 1961 : What a Carve Up! (en)

### Télévision
- 1959-1961 : Rendezvous (12 épisodes)
- 1967 : L'Homme à la valise (3 épisodes)
- 1967-1968 : Le Prisonnier (4 épisodes)
- 1972-1973 : Arthur, roi des Celtes (6 épisodes)

## Distinctions

### Nominations
- Biennale de Venise 1951 pour Des hommes comme les autres (en)